# Bršlice
Bršlice (Aegopodium) je rod rostlin z čeledi miříkovitých. Zahrnuje 11 druhů a je rozšířen téměř v celé Eurasii. Nejznámějším zástupcem tohoto rodu je bršlice kozí noha.

## Druhy
- Aegopodium alpestre
- Aegopodium handelii
- Aegopodium henryi
- Aegopodium kashmiricum
- Aegopodium latifolium
- Aegopodium podagraria
- Aegopodium tadshikorum